# Verkkosaari (ö i Päijänne-Tavastland, Lahtis, lat 61,20, long 25,65)
Verkkosaari är en ö i Finland. Den ligger i sjön Asikkalanselkä och i kommunen Asikkala i den ekonomiska regionen  Lahtis ekonomiska region  och landskapet Päijänne-Tavastland, i den södra delen av landet, 120 km norr om huvudstaden Helsingfors. Öns area är 1,2 hektar och dess största längd är 120 meter i sydöst-nordvästlig riktning.